# Borrell de Osona
Borrell I fue el primer conde de Cerdaña, Urgel y Osona, cargos que desempeñó aproximadamente desde 798 hasta su muerte en 820. Era un noble visigodo, probablemente originario de Cerdaña, y su figura resulta fundamental en la expansión del dominio franco sobre la Marca Hispánica.

## Contexto histórico y expansión de la Marca Hispánica
En los últimos años del siglo VIII, los francos, bajo el liderazgo de Carlomagno y su hijo Luis el Piadoso, rey de Aquitania, emprendieron la expansión y consolidación de la Marca Hispánica, una zona fronteriza diseñada como defensa contra el avance de al-Ándalus y como base de operaciones para futuras conquistas hacia el sur. La Marca Hispánica se componía de varios condados autónomos, como Urgel, Cerdaña, Osona y Barcelona, que funcionaban como puntos estratégicos para la defensa y expansión del poder franco en la península ibérica.
Carlomagno, consciente de la importancia de consolidar estos territorios como barrera contra los musulmanes de al-Ándalus, confió el gobierno de estos condados a nobles locales y visigodos leales al imperio franco. Tras la conquista de los territorios de Urgel y Cerdaña alrededor de 798, Borrell fue nombrado conde de ambas regiones, con el objetivo de reforzar el dominio franco y asegurar la estabilidad en la frontera. Este nombramiento reflejaba la estrategia carolingia de delegar el poder a líderes locales que comprendían bien el territorio y podían actuar rápidamente contra las incursiones musulmanas.
La administración de Borrell también fue esencial para el proceso de "recristianización" y repoblación de las áreas fronterizas, una política carolingia para asegurar el control efectivo de los territorios. El establecimiento de nuevos asentamientos y la restauración de iglesias en Osona y otras zonas bajo su dominio ayudaron a cimentar el poder franco y crear una red de comunidades leales al reino carolingio. Este proceso no solo tenía fines militares, sino que también buscaba revitalizar cultural y económicamente una región debilitada por las guerras y las incursiones musulmanas.
Con la ayuda de Borrell y otros nobles visigodos, el reino franco logró consolidar una defensa efectiva en la Marca Hispánica, que se mantuvo como una zona de contención y de expansión cristiana hacia el sur durante los siglos siguientes.

## Conquista de Osona y papel en la consolidación de los territorios
Borrell jugó un rol destacado en la conquista de Osona en el año 799, durante una de las campañas de expansión dirigidas por los francos en la península ibérica. La región de Osona, conocida como Ausona en latín, había sido históricamente una zona estratégica debido a su posición entre las rutas que conectaban las montañas pirenaicas con el interior de la península. Como recompensa por sus servicios en esta campaña, Borrell fue probablemente nombrado conde de Osona, cargo que le permitió ejercer el control de la región en nombre de los carolingios.
La fortificación de Osona, con sus numerosos castillos y puntos de defensa, fue una medida esencial para consolidar el dominio franco en el noreste de la península y para proteger la recientemente conquistada ciudad de Barcelona, que cayó bajo control franco tras el sitio de 801. Esta conquista fue fundamental para frenar las incursiones musulmanas y fortalecer el poder franco en la región. Además, el dominio sobre Osona permitió crear una zona defensiva que actuaba como frontera frente a los territorios musulmanes, favoreciendo la posterior repoblación y consolidación del poder carolingio.
Como conde, Borrell no solo se encargó de la defensa y administración de Osona, sino también de impulsar su repoblación. Esta tarea incluyó la restauración de iglesias y la reactivación de la vida económica y social de la zona. La repoblación fue una política clave para el fortalecimiento de los territorios bajo control franco, ya que aseguraba el asentamiento de comunidades leales que podían sostener la defensa y contribuir al crecimiento económico local.
La consolidación de Osona bajo el liderazgo de Borrell sentó las bases para el desarrollo de una estructura de poder local estable en la Marca Hispánica, que sería esencial en la formación de la identidad y autonomía de los condados catalanes en los siglos posteriores.

## Expediciones a Tortosa y últimas campañas
Borrell lideró expediciones a Tortosa en los años 804 y 805, una serie de incursiones emprendidas por los francos con el objetivo de avanzar hacia el sur y debilitar las posiciones musulmanas en la cuenca del Ebro. Tortosa, situada en un lugar estratégico junto al río Ebro, era una ciudad fortificada de gran importancia para al-Ándalus, que servía como baluarte defensivo contra las fuerzas cristianas. Las campañas en esta región buscaban no solo expandir el territorio franco, sino también erosionar el control musulmán en la región y establecer una zona de influencia cristiana en las proximidades del valle del Ebro.
A pesar de los esfuerzos militares, las expediciones de Borrell a Tortosa en 804 y 805 no lograron conquistar la ciudad de forma permanente. No obstante, estas campañas contribuyeron a intensificar la presión militar sobre los dominios de al-Ándalus y a fortalecer la frontera sur de la Marca Hispánica. La participación de Borrell en estas campañas demuestra su papel activo como líder militar en la consolidación y expansión de los territorios carolingios en la península ibérica.
Borrell no aparece mencionado en las posteriores campañas de 807, 808 y 809, lo que sugiere que en ese periodo decidió concentrarse en la organización y defensa de los territorios ya conquistados en lugar de participar en nuevas incursiones. Este cambio de enfoque pudo estar motivado por la necesidad de estabilizar la región, fortalecer las defensas y consolidar el control franco en los condados del noreste de la península ibérica.
Las campañas de Tortosa y la estrategia de consolidación territorial de Borrell contribuyeron al desarrollo de una región fronteriza más estable y segura, que con el tiempo facilitó el crecimiento de los condados catalanes y la defensa frente a futuras incursiones musulmanas.

## Sucesión y legado
A la muerte de Borrell en 820, el panorama político de los condados catalanes experimentó una reorganización significativa. El condado de Osona fue entregado a Rampón, un destacado noble franco que ya controlaba el condado de Barcelona. La administración de Osona y Barcelona bajo un solo conde favoreció una mayor cohesión y defensa en el noreste de la península, asegurando una zona de contención efectiva frente a posibles incursiones musulmanas desde el sur.
Los condados de Urgel y Cerdaña, que Borrell también había gobernado, fueron asignados a Aznar I Galíndez, un noble de origen vasco y uno de los partidarios carolingios en la región. Aznar I Galíndez se convirtió en una figura clave en la defensa y consolidación de los condados de la Marca Hispánica, en particular por su capacidad para mediar entre el imperio carolingio y las poblaciones locales. Este nombramiento no solo reflejaba la estrategia de los carolingios de promover líderes locales leales, sino también de mantener una red de defensores contra las incursiones musulmanas.
La sucesión de Borrell y la asignación de los condados que había gobernado marcaron un paso crucial en el proceso de integración de los condados catalanes en la esfera carolingia. La estrategia de consolidación territorial y la elección de nobles leales como Rampón y Aznar fortalecieron la presencia franca en la región y sentaron las bases para la formación de una red de condados catalanes con identidad política propia. Este sistema de gobernanza local proporcionó estabilidad y autonomía creciente, lo que facilitó la evolución de estos territorios hacia una identidad catalana distintiva.
Borrell es recordado como uno de los primeros condes que contribuyeron a la consolidación de la Marca Hispánica, y su legado puede rastrearse en la estructura de poder que perduró en Cataluña. La asignación de sus territorios a figuras influyentes después de su muerte subraya su papel en el establecimiento de un modelo de gobernanza en el que los condados catalanes formaban una red de aliados y defensores de la frontera carolingia, marcando el inicio de una etapa de creciente autonomía que culminaría en la formación de una identidad catalana.

## Relación con la dinastía barcelonesa
Un conde llamado Sunifredo, quien gobernó los condados de Urgel y Cerdaña entre 834 y 849, además de asumir el control de Osona y Barcelona, es considerado una figura clave en los orígenes de la dinastía condal barcelonesa. Las fuentes documentales establecen que Sunifredo era hijo de un noble llamado Borrell, quien probablemente era el mismo Borrell I de Osona, Urgel y Cerdaña. Esta conexión convertiría a Borrell I en el fundador de la Casa de Barcelona, una de las dinastías más influyentes en la historia medieval de Cataluña.
La onomástica y los patrones de nombres de sus descendientes, especialmente los de su hijo Wifredo el Velloso, refuerzan esta hipótesis. La elección del nombre "Borrell" entre los descendientes de Sunifredo indica una tradición familiar y refuerza la conexión entre Borrell I y la dinastía barcelonesa. Este linaje también desarrolló un rol simbólico, ya que los descendientes de Wifredo el Velloso serían clave en la consolidación de la identidad catalana en los siglos posteriores.
La conexión de Borrell I con la Casa de Barcelona es especialmente significativa, ya que sus descendientes, a partir de Wifredo el Velloso, no solo consolidaron el control sobre los condados catalanes, sino que también impulsaron una identidad territorial que desembocaría en la independencia de facto respecto al imperio carolingio. Esta progresiva autonomía permitió que la dinastía barcelonesa estableciera las bases para un principado que, durante el siglo XII, se unificaría bajo la Corona de Aragón.
| Predecesor: Nueva creación | Conde de Cerdaña y Urgel 798 - 820 | Sucesor: Aznar I Galíndez |
| Predecesor: Nueva creación | Conde de Osona 799 - 820           | Sucesor: Rampón           |